# (5005) Kegler
(5005) Kegler (1988 UB) est un astéroïde de la ceinture principale, découvert le 16 octobre 1988 par les astronomes japonais Seiji Ueda et Hiroshi Kaneda à Kushiro.